# Non ho l'età
Non ho l'età (per amarti) (укр. Я ще маленька (щоб кохати тебе)) — пісня, з якою італійська співачка Джільола Чінкветті здобула перемогу на фестивалі пісні в Сан-Ремо і на конкурсі пісні Євробачення-1964. На Євробаченні пісня набрала 49 очок з 75 можливих (65 %), що стало до того часу рекордом конкурсу. Коли Джільола Чінкветті перемогла на Євробаченні, їй було шістнадцять років, і довгий час вона була наймолодшим переможцем конкурсу. У 1986 цей рекорд був побитий 13-річною бельгійською співачкою Сандрою Кім.

## Текст пісні
Героїня пісні співає про те, що вона ще дуже молода, щоб мати серйозні стосунки з молодиком. Вона навіть не дозволяє собі гуляти з ним. Дівчина пропонує своєму коханому почекати, поки вона підросте, і тоді вона подарує йому все своє кохання.

## Пісня на фестивалі Сан-Ремо

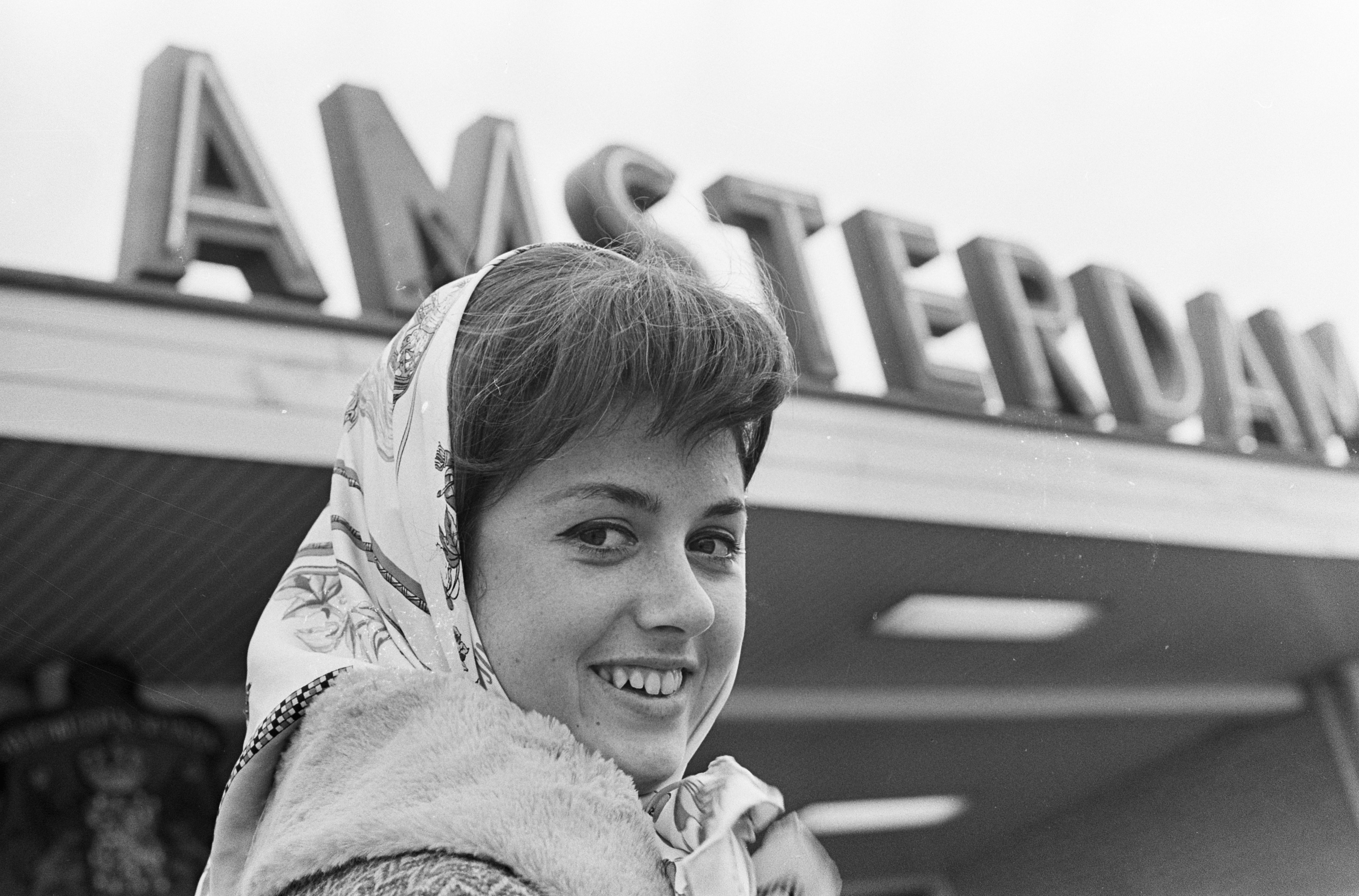
Джільола Чінкветті — виконавиця пісні

Свій перший сингл «Penso alle cose perdute» Джільола Чінкветті записала в 1963 у віці 15 років, а в 16 років вона стала переможницею фестивалю молодих виконавців у Кастрокаро, виконавши дві пісні італійського композитора Джорджо Габера: «Sull'acqua» (укр. На воді) і «Le strade di notte» (укр. Нічні дороги).
Проте справжній успіх чекав співачку на XIV фестивалі італійської пісні в Сан-Ремо, на якому вона і виконала пісню «Non ho l'età». До 1971 на фестивалі кожна пісня виконувалася двічі двома різними виконавцями в різних оркестрових аранжуваннях. Це доводило, що фестиваль був конкурсом пісні, а не виконавців, тому пісню «Non ho l'età» також виконала її авторка Патрісія Карлі, але в іншому аранжуванні.
1 лютого 1964 пісня здобула перемогу в Сан-Ремо, а представницею Італії на Євробаченні була обрана саме Джільола Чінкветті, яка виконала пісню ніжним, але в той же час, сильним голосом. До того ж, за змістом пісня більше підходила не 25-річній Патрісії Карлі, а Джільолі, яка тоді була ще неповнолітньою.

## Пісня на Євробаченні
Конкурс пісні Євробачення 1964 проведений 21 березня 1964 в Копенгагені, столиці Данії. Джільола Чінкуетті виступила під номером 12 після представника Португалії Антоніу Калварі з піснею «Oração» та перед Сабахудіном Куртом, який представляв Югославію з піснею «Život je sklopio krug». Примітно те, що обидва цих виконавця в підсумку посіли останнє місце, не набравши жодного балу.
З піснею «Non ho l'età» Джільола Чінкуетті здобула переконливу перемогу, набравши 49 балів з 75 можливих та обігнавши найближчого конкурента, британця Метта Монро, на 32 бали..
Повний запис конкурсу Євробачення-1964 разом із записом Євробачення-1956 згорів під час пожежі в даньському телецентрі в 1970-ті. Збереглися лише записи радіотрансляцій конкурсу та неповний запис виступу Джільоли Чінкуетті після оголошення її переможницею. Цей запис зроблений іншим мовником.

### Бали, отримані Італією
|        | Люксембург | Нідерланди | Норвегія | Данія | Фінляндія | Австрія | Франція | Велика Британія | Німеччина | Монако | Португалія | Югославія | Швейцарія | Бельгія | Іспанія | Усього |
| Італія | 5          | 5          | —        | —     | 5         | 5       | —       | 5               | 3         | 3      | 5          | 5         | 3         | 5       | —       | 49     |

Система голосування була наступна: кожна країна вибирала трійку лідерів. Найкраща, на їхню думку, пісня отримувала 5 балів, друга — 3 бали, а третя — 1 бал. У разі, якщо голоси членів журі були б віддані лише двом країнам, то вони отримали б 6 і 3 бали відповідно. Якщо голоси всіх членів журі дісталися б лише одній країні, то вона отримала б 9 балів. Таких ситуацій на конкурсі не сталося.
Італія з самого початку захопила лідерство у голосуванні та забезпечила собі такий відрив, що вже в середині голосування був ясний переможець конкурсу. Пісня отримала найвищий бал від Люксембургу, Нідерландів, Фінляндії, Австрії, Великої Британії, Португалії, Югославії та Бельгії.

## Версії на інших мовах
Після перемоги на Євробаченні-1964 Джільола записала кілька версій пісні іншими мовами:
- Англійська версія: «This is My Prayer» (укр. Це моя молитва).
- Іспанська версія: «No Tengo Edad» (укр. Я ще маленька).
- Німецька версія: «Luna nel blu» (укр. Місяць у блакитному кольорі) — назва італійською мовою.
- Французька версія: «Je suis à toi» (укр. Я твоя).
- Японська версія:夢見る 思い (укр. Мрія).

## Позиції в чартах
| Чарт            | Місце |
| --------------- | ----- |
| Аргентина       | 4     |
| Бельгія         | 1     |
| Велика Британія | 17    |
| Німеччина       | 3     |
| Гонконг         | 2     |
| Данія           | 1     |
| Ірландія        | 5     |
| Іспанія         | 1     |
| Італія          | 1     |
| Мексика         | 9     |
| Нідерланди      | 2     |
| Норвегія        | 3     |
| Уругвай         | 3     |
| Фінляндія       | 3     |
| Франція         | 2     |
| Швейцарія       | 2     |
| ПАР             | 4     |